# Войници на свободата
„Войници на свободата“ е 4-сериен игрален филм, съвместна продукция на СССР, България, Унгария, ГДР, Полша, Румъния и Чехословакия (исторически, военен, драма) от 1977 година на режисьора Юри Озеров, по сценарий на Бохуслав Ноупек и Оскар Курганов. Оператор е Игор Слабневич. Музиката във филма е композирана от Юрий Левитин.

## Актьорски състав
- Стефан Гецов (като С. Гецов) – Георги Димитров (в 2 серии: I, IV)
- Бохус Пастерек (като Б. Пастерек) – Клемент Готвалд (в 3 серии: I, III, IV)
- Хорст Пройскер (като Х. Пройскер) – Вилхелм Пик (в 1 серия: I)
- Яков Триполски (като Я. Триполски) – Сталин (в 4 серии: I, II, III, IV)
- Любомир Кабакчиев (като Л. Кабакчиев) – Палмиро Толиати (в 1 серия: I)
- Б. Белов – Морис Торез (в 1 серия: I)
- Петър Стефанов (като П. Стефанов) – Тодор Живков (в 3 серии: I, II, IV)
- В. Давидов – маршал Рокосовски (в 2 серии: I, II)
- Антон Горчев (като А. Горчев) – Добри Джуров (в 1 серия: I)
- Виолета Бахчеванова (като В. Бахчеванова) – Роза Димитрова (в 1 серия: I)
- И. Гоголевски – Болеслав Берут (в 2 серии: I, II)
- Л. Хердеген – Павел Финдер (в 2 серии: I, II)
- К. Миколаевска – Малгожата Форналска (в 2 серии: I, II)
- Т. Ломницки – Болеслав Ковалски (в 1 серия: I)
- И. Смяловски – генерал Сикорски (в 1 серия: I)
- Е. Калишевски – Янковски (в 2 серии: I, II)
- И. Мистрик – Густав Хусак (в 3 серии: I, III, IV)
- В. Раж – Карел Шмидке (в 3 серии: I, III, IV)
- Ю. Пантик – Ладислав Новомески (в 2 серии: I, III)
- Павел Поппандов (като П. Поппандов) – Цано Велчев (в 1 серия: I)
- Валентин Гаджоков (като В. Гаджоков) – Атанас Хаджиянчев (в 1 серия: I)
- З. Павлов – Здравко (в 1 серия: I)
- Николай Узунов (като Н. Узунов) – Цвятко (в 1 серия: I)
- В. Казански – Чърчил (в 3 серии: I, II, IV)
- С. Яскевич – Рузвелт (в 1 серия: I)
- Наум Шопов (като Н. Шопов) – цар Борис III (в 1 серия: I)
- Георги Раданов (като Г. Раданов) – Богдан Филов, премиер министърът на България (в 1 серия: I)
- Ф. Диц – Хитлер (в 4 серии: I, II, III, IV)
- Е. Тиде – Химлер (в 4 серии: I, II, III, IV)
- А. Шмидхен – Паулс (в 1 серия: I)
- Х. Шрам – Франк (в 1 серия: I)
- А. Карапетян – (диктор, глас зад кадър) (в 4 серии: I, II, III, IV)
- Ю. Левитан – (диктор, глас зад кадър) (в 4 серии: I, II, III, IV)
- С. Микулски – Сенк-Малецки (в 1 серия: II)
- Т. Шмид – генерал Берлинг (в 1 серия: II)
- Г. Михалска – Ева (в 1 серия: II)
- Н. Ерьоменко – Йосип Броз Тито (в 1 серия: II)
- Б. Ступка – капитан Старцев (в 1 серия: II)
- Георги Георгиев – Гец (като Г. Георгиев-Гец) – Христо Михайлов (в 1 серия: II)
- Я. Бурек – Бур-Комаровски (в 1 серия: II)
- Я. Билчински – Монтер (в 1 серия: II)
- Г. М. Хенеберг – Кайтел (в 3 серии: II, III, IV)
- И. Любезнов – маршал Толбухин (в 2 серии: III, IV)
- В. Авдюшко – маршал Конев (в 2 серии: III, IV)
- Е. Буренков – маршал Василевски (в 1 серия: III)
- Е. Шалников – армейски генерал Малиновски (в 1 серия: III)
- Т. Перуш – Георге Георгиу-Деж (в 1 серия: III)
- К. Фугашин – Николае Чаушеску (в 1 серия: III)
- Г. Оанчя – Лукрециу  (в 1 серия: III)
- С. Кременчук – Емилу Боднераш (в 1 серия: III)
- В. Пунезя – Константин Първулеску  (в 1 серия: III)
- В. Самойлов – генерал-полковник Бирюзов (в 1 серия: III)
- Г. Колчицки – Коротченко (в 1 серия: III)
- С. Олексенко – (в 1 серия: III)
- З. Ржегорж – генерал Голиан (в 2 серии: III, IV)
- Н. Караченцев – Сашко  (в 1 серия: III)
- Ш. Кветик – Милош (в 2 серии: III, IV)
- И. Райнияк – Щефан (в 1 серия: III)
- В. Мюлер – Галски  (в 1 серия: III)
- Х. Шулце – (в 1 серия: III)
- Х. Шрайбер – (в 1 серия: III)
- Х. Кьон – Ото (в 1 серия: III)
- Е. Матвеев – Леонид Илич Брежнев (в 1 серия: IV)
- Иван Налбантов (като И. Налбантов) – Станко Тодоров (в 1 серия: IV)
- Х. Р. Христов – Иван Бонев (в 1 серия: IV)
- К. Уйлаки – Янош Кадар (в 1 серия: IV)
- М. Бенедек – Ласло Райк (в 1 серия: IV)
- Т. Дукар – Дула Калаи (в 1 серия: IV)
- А. Сигети – Антал Апро (в 1 серия: IV)
- Л. Худик – Людвиг Свобода (в 1 серия: IV)
- М. Улянов – маршал Жуков (в 1 серия: IV)
- В. Лановой – генерал-полковник Гречко (в 1 серия: IV)
- Н. Рушковски – генерал-полковник Москаленко (в 1 серия: IV)
- Н. Манохин – генерал-лейтенант Баранов (в 1 серия: IV)
- Г. Королков – лейтенант Морозов (в 1 серия: IV)
- В. Петрушка – генерал Кратохвил (в 1 серия: IV)
- К. Ковач – адмирал Хорти (в 1 серия: IV)
- О. Соколаи – Миклош Хорти (в 1 серия: IV)
- А. Над – генерал Лазар (в 1 серия: IV)
- С. Далош – Ержи Шомоди (в 1 серия: IV)
- В. Ижоф – подполковник Варихази (в 1 серия: IV)
- Б. Оя – Скорцени (в 1 серия: IV)
- В. Ерлихер – Веземейер (в 1 серия: IV)

В епизодите:
- А. Барушной – (в 1 серия: I)
- Л. Драновска – (в 1 серия: I)
- К. Юлски – (в 1 серия: I)
- М. Кремнева – (в 1 серия: I)
- О. Маркина – (в 1 серия: I)
- М. Джао – (в 1 серия: I)
- Борис Арабов (като Б. Арабов) – (в 1 серия: I)
- Стойчо Мазгалов (като С. Мазгалов) – (в 1 серия: I)
- В. Павлов – (в 1 серии: I)
- С. Викторов – (в 1 серия: I)
- Мирослав Миндов (като М. Миндов) – (в 1 серия: I)
- Стефан Стефанов (като С. Стефанов) – (в 1 серия: I)
- Веселин Вълков (като В. Вълков) – (в 1 серия: I)
- Младен Младенов (като М. Младенов) – (в 1 серия: I)
- Юрий Яковлев (като Ю. Яковлев) – (в 1 серия: I)
- Любомир Димитров (като Л. Димитров) – (в 1 серия: I)
- Л. Липман – (в 1 серия: I)
- Х. Шрайбер – (в 1 серия: I)
- Р. Улрих – (в 1 серия: I)
- К. Щурм – (в 1 серия: I)
- Р. Бациарели – (в 1 серия: I)
- П. Новиш – (в 1 серия: I)
- З. Кенстович – (в 1 серия: I)
- Е. Турски – (в 1 серия: I)
- З. Крински – (в 1 серия: I)
- Т. Чеховски – (в 1 серия: I)
- Н. Алексеев – (в 1 серия: II)
- В. Борцов – (в 1 серия: II)
- Г. Михайлов – (в 1 серия: II)
- В. Отиско – (в 1 серия: II)
- Богомил Симеонов (като Б. Симеонов) – (в 1 серия: II)
- Димитър Хаджийски (като Д. Хаджийски) – (в 1 серия: II)
- Рачко Ябанджиев (като Р. Ябанджиев) – (в 1 серия: II)
- М. Дмоховски – (в 1 серия: II)
- Е. Каревич – (в 1 серия: II)
- С. Корнацка – (в 1 серия: II)
- Б. Еймонт – (в 1 серия: II)
- В. Аниско – (в 1 серия: III)
- Н. Засухин – (в 1 серия: III)
- Ю. Волков – (в 1 серия: III)
- К. Котляр – (в 1 серия: III)
- Д. Гаврилов – (в 1 серия: III)
- В. Толкунова – (в 1 серия: III)
- О. Ю. Молдован – (в 1 серия: III)
- Т. Стенеску – (в 1 серия: III)
- К. Константинеску – (в 1 серия: III)
- С. Стенкулеску – (в 1 серия: III)
- С. Меделен – (в 1 серия: III)
- Д. Бендикова – (в 2 серии: III, IV)
- Ю. Кукура – (в 1 серия: III)
- Л. Гаверл – (в 1 серия: III)
- В. Туган-Весели – (в 2 серии: III, IV)
- И. Грабински – (в 1 серия: III)
- Д. Ямрих – (в 1 серия: III)
- А. Барушной – (в 1 серия: IV)
- Н. Пенков – (в 1 серия: IV)
- В. Михайленко – (в 1 серия: IV)
- В. Филипов – (в 1 серия: IV)
- В. Носик – (в 1 серия: IV)
- Х. Швейц – (в 1 серия: IV)
- С. Олексенко – (в 1 серия: IV)
- З. Павлов – (в 1 серия: IV)
- Стефан Илиев (като С. Илиев) – (в 1 серия: IV)
- Никола Узунов (като Н. Узунов) – (в 1 серия: IV)
- Христо Куновски (като Х. Куновски) – (в 1 серия: IV)
- Руси Чанев (като Р. Чанев) – (в 1 серия: IV)
- А. Амбруш – (в 1 серия: IV)
- И. Веленцеи – (в 1 серия: IV)
- Г. Ракшани – (в 1 серия: IV)
- Я. Арва – (в 1 серия: IV)
- Ф. Деак – (в 1 сервии: IV)
- О. Руткаи – (в 1 серия: IV)
- Д. Баи – (в 1 серия: IV)
- Ф. Зентаи – (в 1 серия: IV)
- Д. Сершен – (в 1 серия: IV)
- З. Базилидес – (в 1 серия: IV)
- Е. Катаи – (в 1 серия: IV)
- А. Тил – (в 1 серия: IV)
- Д. Банфи – (в 1 серия: IV)
- Л. Краниц – (в 1 серия: IV)
- Д. Уйрети – (в 1 серия: IV)
- Й. Вандор – (в 1 серия: IV)
- Ч. Оскаи – (в 1 серия: IV)
- Б. Шолти –  (в 1 серия: IV)
- Л. Роман – (в 1 серия: IV)
- Я. Седлински – (в 1 серия: IV)
- Ю. Догнал – (в 1 серия: IV)
- М. Сотник – (в 1 серия: IV)
- Б. Крижан – (в 1 серия: IV)